# Corlier
Corlier ist eine französische Gemeinde mit 116 Einwohnern (Stand 1. Januar 2022) im Département Ain in der Region Auvergne-Rhône-Alpes. Sie gehört zum Kanton Plateau d’Hauteville und zum Arrondissement Belley. Darüber hinaus ist sie Mitglied im Gemeindeverband Haut-Bugey Agglomération (bis 2018: Plateau d’Hauteville).

## Geographie
Corlier liegt auf 775 m, etwa 13 Kilometer nordöstlich der Stadt Ambérieu-en-Bugey und 29 Kilometer südöstlich der Präfektur Bourg-en-Bresse (Luftlinie). Das kleine Bauerndorf erstreckt sich im zentralen Bugey, in einer Mulde am westlichen Rand des Plateau d’Hauteville im Hochjura, am Südfuß des Höhenzuges der Chaîne de l’Avocat.
Die Fläche des 5,45 km² großen Gemeindegebiets umfasst einen Abschnitt des südlichen französischen Juras. Das Gebiet liegt fast ausschließlich auf dem Jurahochplateau. Im zentralen Teil befindet sich die Mulde von Corlier, die sich gegen Südosten zum Becken von Aranc öffnet. Dieses wird einerseits durch den Grand Dard nach Norden zum Borrey (Quellbach des Oignin), andererseits durch die Mandorne nach Süden zur Albarine entwässert. Gegen Westen wird die Mulde durch einen Höhenrücken abgegrenzt, auf dem mit 917 m die höchste Erhebung von Corlier erreicht wird. Nach Norden erstreckt sich das Gemeindeareal in ein tief eingeschnittenes Tal am Fuß der Chaîne de l’Avocat, in dem der Bief de la Fouge entspringt.
Nachbargemeinden von Corlier sind Cerdon im Norden, Izenave im Osten, Aranc im Süden sowie Boyeux-Saint-Jérôme im Westen.

## Geschichte
Seit dem 12. Jahrhundert bildete Corlier eine eigene kleine Herrschaft, die zunächst den Herren von Rougemont und später den Thoire-Villars gehörte und unter der Oberhoheit der Grafen von Savoyen stand. Mit dem Vertrag von Lyon gelangte Corlier im Jahre 1601 an Frankreich.

## Bevölkerung
| Jahr                       | 1962 | 1968 | 1975 | 1982 | 1990 | 1999 | 2006 | 2013 | 2021 |
| Einwohner                  | 89   | 65   | 69   | 66   | 76   | 73   | 109  | 116  | 117  |
| Quellen: Cassini und INSEE |      |      |      |      |      |      |      |      |      |

Mit 116 Einwohnern (Stand 1. Januar 2022) gehört Corlier zu den kleinsten Gemeinden des Départements Ain. Nachdem die Einwohnerzahl in der ersten Hälfte des 20. Jahrhunderts deutlich abgenommen hatte (1901 wurden noch 197 Personen gezählt), verblieb die Bevölkerungszahl seit Mitte der 1960er Jahre auf relativ konstantem Niveau. Die Ortsbewohner von Corlier heißen auf Französisch Corlieron(e)s.

## Sehenswürdigkeiten
Die kleine Kirche Sainte-Agathe wurde im 13. Jahrhundert im romanischen Stil erbaut und später mehrfach verändert. Ruinen des mittelalterlichen Herrschaftssitzes sind erhalten.

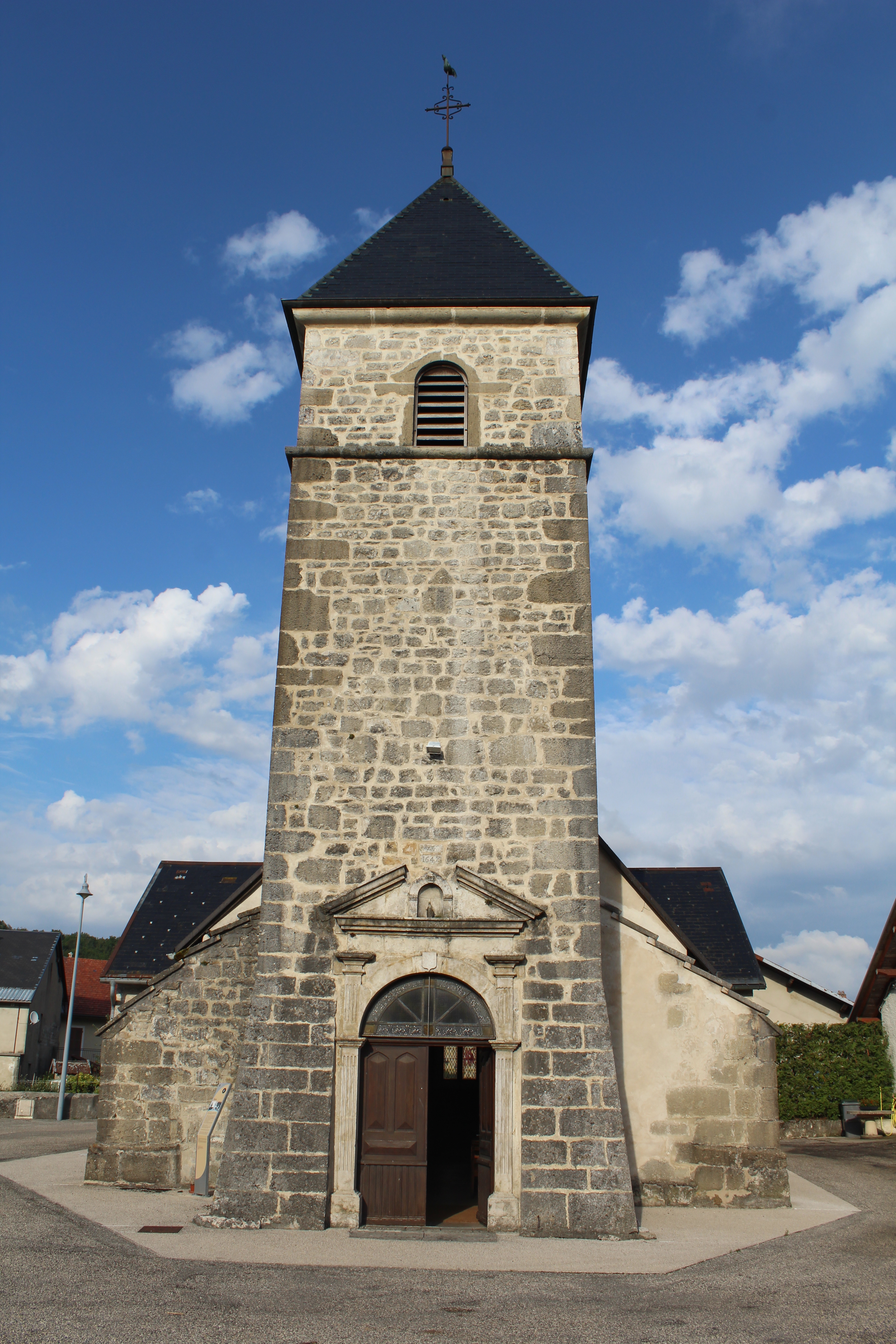
Kirche Sainte-Agathe
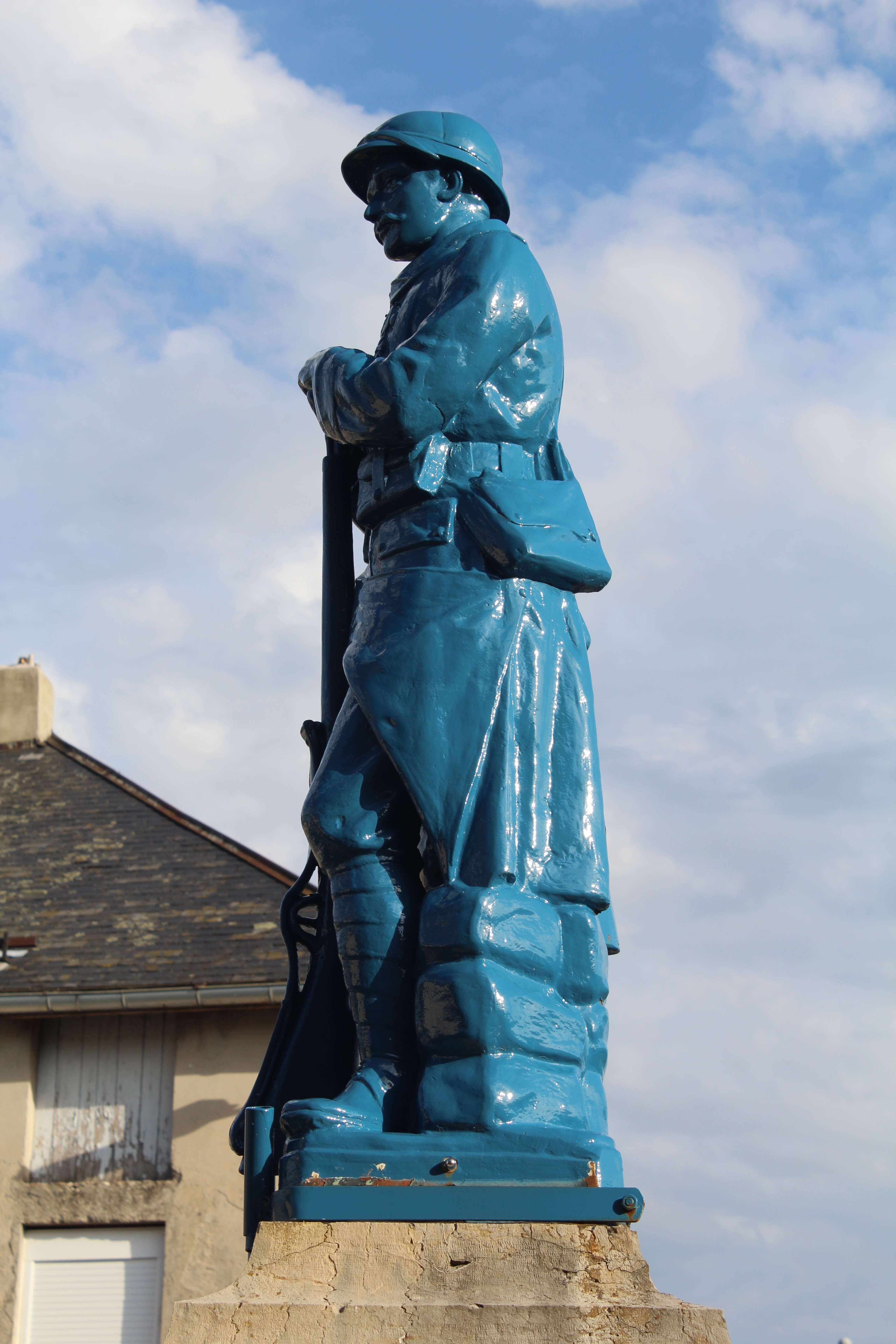
Gefallenendenkmal

## Wirtschaft und Infrastruktur
Corlier war bis weit ins 20. Jahrhundert hinein ein vorwiegend durch die Landwirtschaft, insbesondere Milchwirtschaft und Viehzucht geprägtes Dorf. Noch heute leben die Bewohner zur Hauptsache von der Tätigkeit im ersten Sektor. Außerhalb des primären Sektors gibt es nur wenige Arbeitsplätze im Dorf.
Die Ortschaft liegt abseits der größeren Durchgangsstraßen an einer Departementsstraße, die von Saint-Jean-le-Vieux nach Hauteville-Lompnes führt. Weitere Straßenverbindungen bestehen mit Saint-Martin-du-Frêne, Saint-Rambert-en-Bugey und Aranc. Der nächste Anschluss an die Autobahn A40 befindet sich in einer Entfernung von rund 15 Kilometern.
Nördlich des Dorfes befindet sich ein Altiport.

## Persönlichkeiten
- Charles Juliet (1934–2024), Dichter, Schriftsteller, Kunstkritiker und Tagebuchautor